# Хилок (река)
Хило́к (бур. Хёлго мүрэн) — река в Забайкалье, правый приток Селенги. Протекает по территории Забайкальского края и Республики Бурятия.

## География

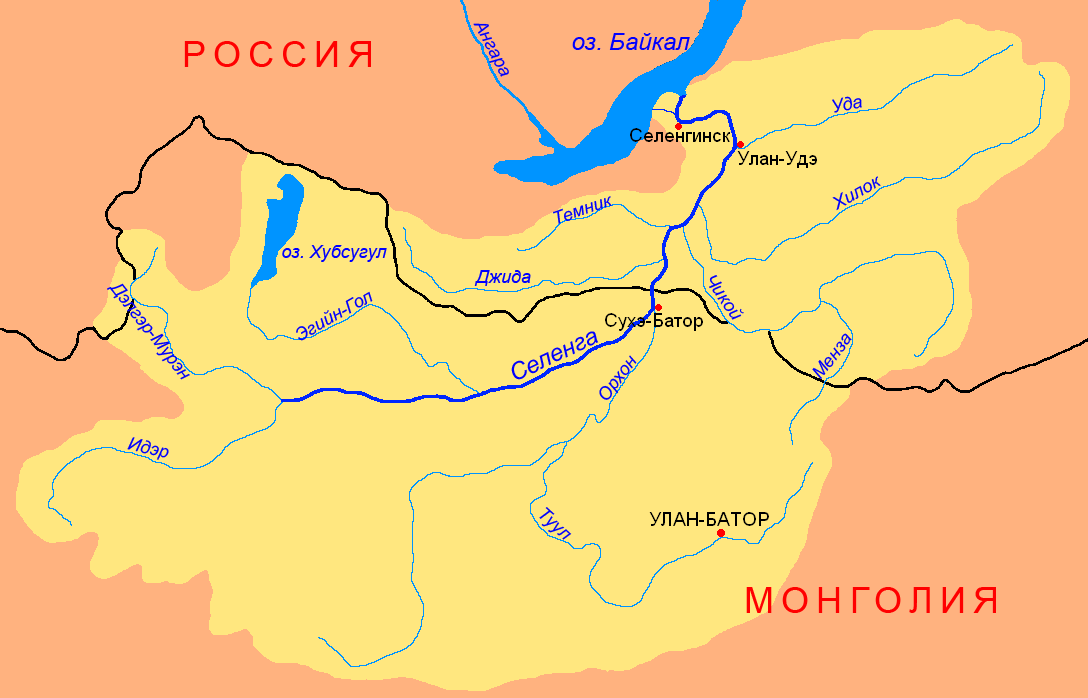
Бассейн Селенги

Длина реки — 840 км, площадь водосборного бассейна — 38 500 км².
Берёт начало из озера Арахлей (площадь — 58,5 км²), протекает через озеро Шакшинское (53,6 км²); в верхнем течении Хилок соединён протоками с рядом других озёр, наибольшее из них Иргень (33,2 км²). Течёт в основном по широким межгорным долинам (Хилокская, Бичурская и др.) в юго-западном направлении; в нижнем течении, примерно в 90 км от устья поворачивает под прямым углом на север. Впадает в Селенгу по правому берегу в 242 км от её устья.

## Гидрография
Питание преимущественно дождевое; половодье летом. Среднегодовой расход воды в 22 км от устья — 97,6 м³/с. Замерзает в октябре — начале ноября, вскрывается в конце апреля — начале мая; в среднем течении перемерзает с конца декабря по апрель.
| Средний расход воды (м³/с) реки Хилок по месяцам с 1936 по 1997 гг. (замеры производились на гидрологическом посту в 22 км от устья) |

## Притоки
Объекты перечислены по порядку от устья к истоку.
- 38 км: Сухара
- 45 км: Алтачей
- 68 км: Большой Сибильдуй
- 78 км: Харлунка
- 102 км: Топка
- 105 км: Мангиртуйка
- 110 км: Окинка
- 118 км: Верхний Мангиртуй
- 125 км: Еленка
- 131 км: Хайцыгыр
- 134 км: водоток пр. Барун-Киреть
- 137 км: Ара-Киреть
- 139 км: Мухор
- 144 км: Бичура
- 148 км: Алтачей
- 153 км: Падь Сахюрта
- 163 км: Хурут
- 165 км: Большой Гутай
- 179 км: Малый Куналей
- 180 км: Большой Куналей
- 190 км: Буй
- 198 км: Салтай
- 220 км: Большой Хахюрт
- 221 км: Зардама
- 227 км: Шанага
- 232 км: Аяга
- 236 км: Хонхолой
- 240 км: Тотхотой
- 244 км: Сохотой
- 250 км: Малета
- 258 км: Алентуй
- 268 км: Унго
- 269 км: Булак
- 270 км: Обор
- 272 км: Маргентуй
- 296 км: Байза
- 314 км: Катархан
- 326 км: Катангар
- 327 км: Харап
- 340 км: Баляга
- 354 км: Тарбагатай
- 369 км: Восточный Зугмар
- 374 км: Мышетая
- 382 км: Бильчир-Тологой
- 386 км: Толбага
- 392 км: Шабартуйка
- 396 км: Восточная Алентуйка
- 396 км: Средняя Алентуйка
- 405 км: Бом-Горхон
- 410 км: Итырга
- 412 км: Хохотуй
- 424 км: Могойта
- 424 км: Ушоты
- 427 км: Дельгема
- 436 км: Закульта
- 437 км: Кусотка
- 440 км: Шила
- 445 км: Бадатуй
- 448 км: Бугутуй
- 449 км: Тырбыхен
- 452 км: Жипхеген
- 457 км: Олон-Шибирь
- 461 км: Зурун
- 466 км: Буртуй
- 478 км: Аршан
- 480 км: Харгетой
- 483 км: Жипхеген
- 491 км: Нижняя Салхара
- 492 км: Верхняя Салхара
- 498 км: Мойхан
- 499 км: Буй-Дора
- 500 км: Гонгы-Горхон
- 511 км: Косурка
- 511 км: Нижний Хилкосон
- 521 км: Верхний Хилкосон
- 527 км: река без названия
- 539 км: Косурка
- 542 км: Блудная
- 544 км: река без названия
- 548 км: Гыршелун
- 549 км: Болгата
- 562 км: Алентуй
- 564 км: Шантой
- 570 км: Улен-Ту
- 573 км: Баясен-Горхон
- 580 км: Хушенга
- 593 км: Жепкес
- 596 км: Хакдангур
- 598 км: Булагай
- 600 км: Гарека
- 601 км: Жепкес
- 607 км: Саранка
- 615 км: Харагун
- 621 км: Хуртэй
- 635 км: Улентуй
- 640 км: Малая Уленту
- 645 км: Тайдут
- 659 км: Хульруктуйка
- 663 км: Барун-Неметей
- 663 км: Ямная
- 676 км: Убугутта
- 683 км: Зун-Неметей
- 689 км: Ортинка
- 697 км: Жепхесен
- 703 км: Улетка
- 711 км: Хила
- 719 км: Улуктуй
- 726 км: Гуйлон
- 745 км: Гонгота
- 759 км: Черемхова
- 763 км: Холобо
- 769 км: Зулзуга
- 770 км: Гычехен
- 770 км: Зун-Холобо
- 780 км: Жепкехен
- 793 км: Жипковщинский
- 805 км: Рышмалей
- 835 км: Осиновка

## Населённые пункты

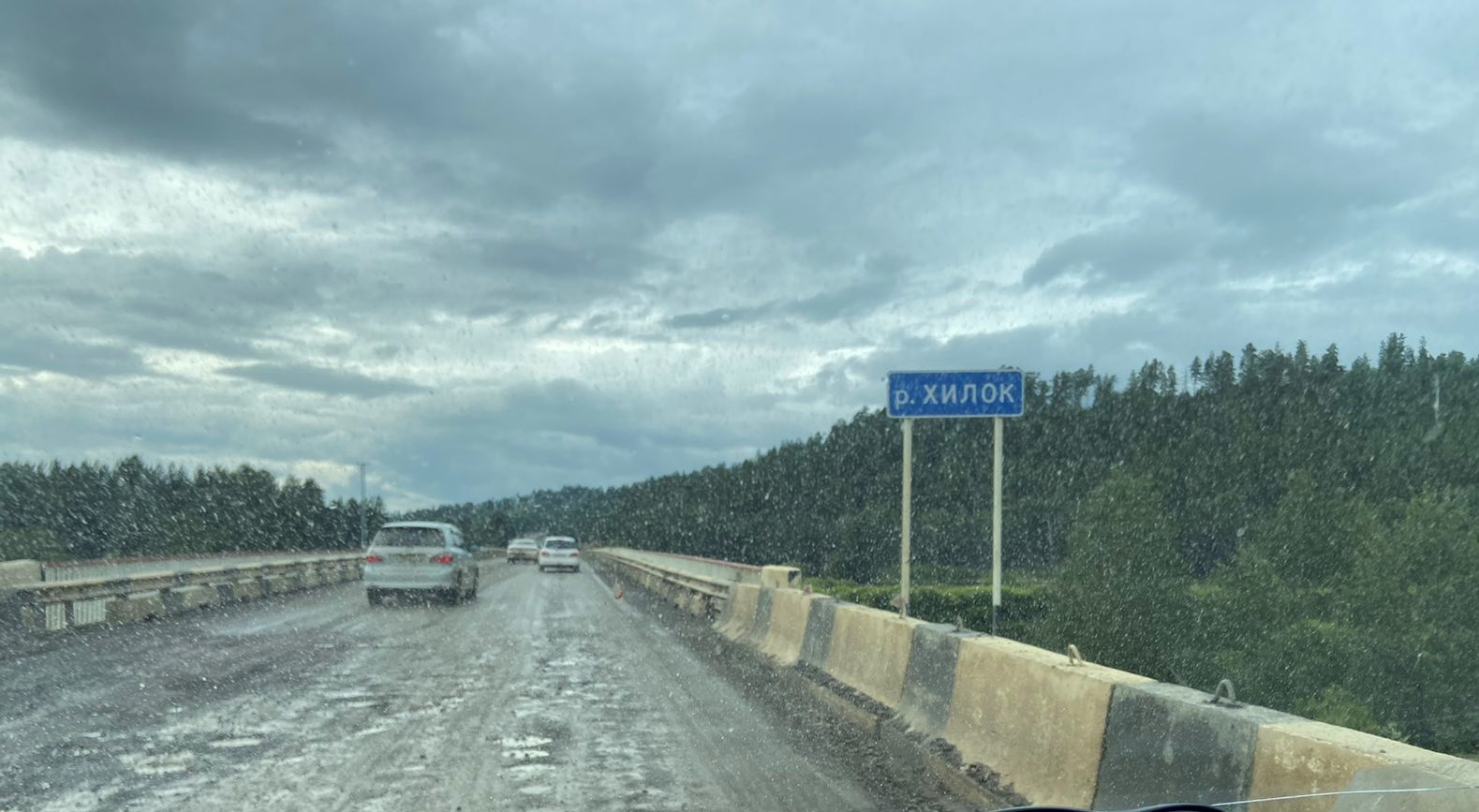
Мост через Хилок на автодороге Чита-Иркутск

На берегах реки расположены населённые пункты: город Хилок, пгт Могзон, село Малета, село Малый Куналей, пгт Новопавловка, село Бада, пгт Тарбагатай, село Подлопатки село Катаево, село Усть-Обор, село Катангар, посёлок Сахарный Завод и многие др.

## История названия
В XVII веке река именовалась Килкой-рекой. В объяснении А. Ф. Пашкова название предстаёт как граница между двумя народами: Государевы ясачные люди тунгусы живут «по левую сторону» Килки, то есть к северу, «у соболинов и у рыбново промыслов», а по правую сторону, то есть к югу, кочуют «мунгальские царевичи с своими улусными людьми, братцкие немирные мужики».

## Хозяйственное использование
Река судоходна в низовьях, использовалась для сплава леса. В 1932 году впервые был проведён молевой сплав.